# Wiesbaden-Mitte

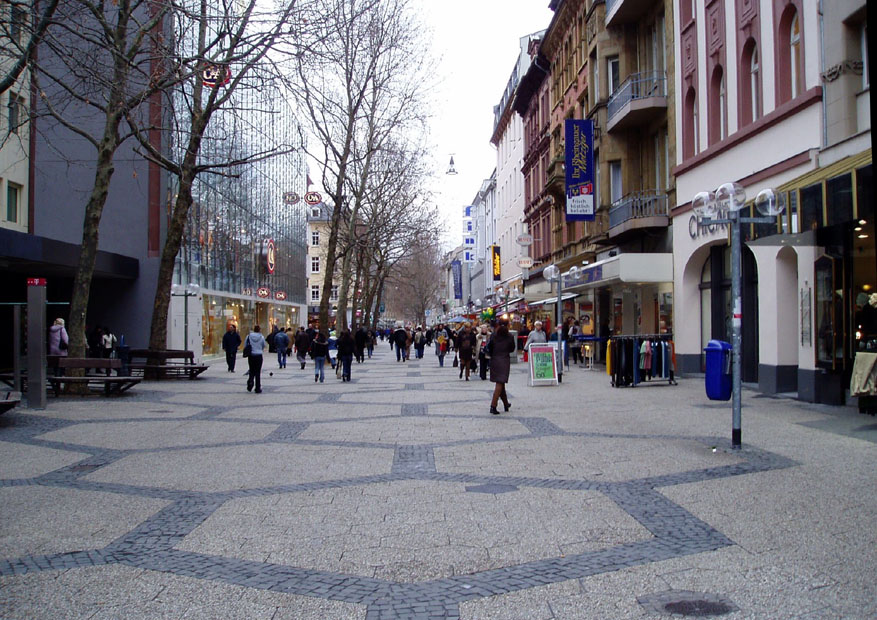
Gågata "Langgasse" i Mitte

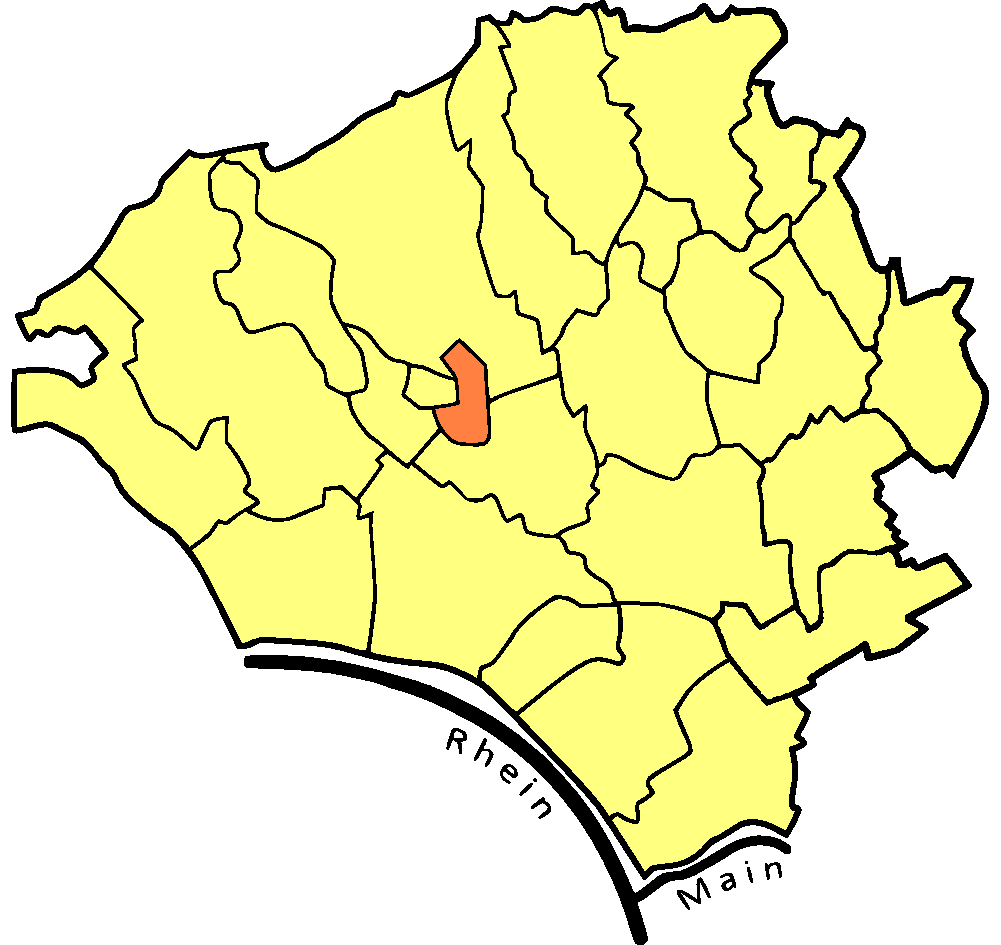
Mittes läge i Wiesbaden

Mitte är en stadsdel i Wiesbaden, Tyskland. Invånarantalet var 21.159 2011 på en yta av 1,53 km². Mitte är centrum av staden.